# Фридрихово (Вомбжезький повіт)
Фридрихово (пол. Frydrychowo, нім. Friedrichsdorf) — село в Польщі, у гміні Ринськ Вомбжезького повіту Куявсько-Поморського воєводства.